# Fitopatogen

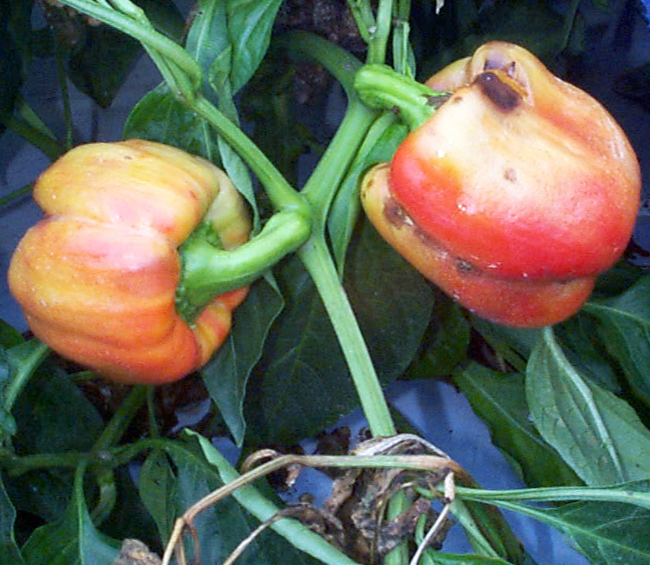
Els virus de les plantes són fitopatogens, en aquest cas deformen uns pebrots

Un fitopatogen és un organisme, en general un microorganisme, que causa malalties a les plantes mitjançant l'alteració del seu metabolisme cel·lular causat per la secreció d'enzims, toxines, fitohormones i altres substàncies i, a més per l'absorció de nutrients de la cèl·lula per al seu propi creixement. Alguns fitopatogens poden causar també malalties per tal com creixen i es multipliquen al xilema i al floema de la planta i per bloquejar el transport d'aigua i nutrients des de l'arrel cap a les fulles o el flux de saba des de les fulles a la resta de la planta. Els organismes fitopatogens acostumen a ser nematodes, bacteris, virus de les plantes, protozous, mol·luscs i fongs.